# Mesonauta insignis
Mesonauta insignis (nome comum: acará-boari ou bauari) é uma espécie de peixe sul-americano de água doce.